# Yoshinobu Sugano
Yoshinobu Sugano (japanisch 菅野 良信, Sugano Yoshinobu; * 1955) ist ein ehemaliger japanischer Radrennfahrer.

## Sportliche Laufbahn
Sugano war im Bahnradsport aktiv und Spezialist für den Sprint und Keirinrennen. Bei den Bahnradsport-Weltmeisterschaften 1978 gewann er beim Sieg von Kōichi Nakano die Bronzemedaille im Sprint der Berufsfahrer. 1977 begann er mit dem Radsport. Er besuchte die Nippon Keirin School, an der japanischen Bahnradfahrer im Keirinrennen zu Radprofis ausgebildet wurden. Seinen ersten Sieg im Keirin holte er 1977. Er belegte den 3. Platz im Finale der Keirin Festival All Japan Rookie Championship 1978. 2002 trat er vom Radsport zurück.